# 後日発表選手
後日発表選手（ごじつはっぴょうせんしゅ、英語: Player to be named later, PTBNL）とは、メジャーリーグベースボール（MLB）やマイナーリーグベースボール（MiLB）のトレードにおいてよく使用される、交換条件（移籍する選手）やその他条項を一部未決定のままトレードを締結すること、またはその未決定選手を示す用語である。日本のマスメディアでは主に「後日指名選手」の呼称が用いられる。

## 概要
後日発表選手（以下、PTBNL）を含むトレードでは多くの場合、シーズン終了後に一方の交換選手や条件が確定する。当該球団間では5人から10人程度の選手リストが相手球団へ提示され、その中から好みの選手を後日選択することで合意がされる。この場合6ヶ月以内にトレードを完結させる必要がある。6ヶ月以内にトレードの合意がなされなかった場合、金銭トレードとなる。
球団がトレードでこの後日指名方式を選択するケースとしては以下がある。
- 通常、交換選手選定などの交渉手続きには時間を要するが、一方の球団ができるだけ早期の選手獲得を望んでいる場合
- （2014年まで）交換選手の中に、まだトレードできない新人選手が含まれている場合（後述）
- （2018年まで[注 2]）8月以降のトレードでは予め選手をウェイバー公示し、これを通過させないと放出できないため、その制約がなくなるシーズン終了後にトレードを確定させる目的
- （2020年のみ）シーズン中にトレードできないマイナー契約選手（40人枠外の選手）を交換相手として考慮している場合[注 3]

2020年現在、MLBドラフトでの指名を経て入団した選手は、契約年のワールドシリーズが終了するまでトレード禁止となっており、この期間はPTBNLやその候補選手とすることも禁じられている。なお、2014年までは「契約日から1年間はトレード禁止、PTBNLに加えることは特に禁じられていない」という規定だったため、例えば2011年のドリュー・ポメランツ、2014年のトレイ・ターナーはPTBNLとして交換選手に加えられ、プロ契約日から1年経過した後に選手名が発表されて移籍した。
PTBNLとして選ばれるのは一般的に、マイナー契約選手やジャーニーマンが対象となる。PTBNLとしてトレードされたマイナー契約選手が、後にメジャーで活躍した例としては、マイケル・ブラントリー、ジェレミー・ボンダーマン、スコット・ポドセドニック、ココ・クリスプ、モイゼス・アルー、ジェイソン・シュミット、デビッド・オルティーズらがいる。また、PTBNLとの交換で移籍した選手が結果的にPTBNLとなり、元のチームに戻った珍しいケースもある（後述）。

## 特筆すべき後日発表選手

### 後日発表選手が自分自身
PTBNLとトレードされて移籍した後、自分自身がPTBNLに相当する形となり、元のチームに戻った選手はMLB史上4人いる。
- ハリー・チッティ（英語版）は、1962年にPTBNLとのトレードでニューヨーク・メッツ からクリーブランド・インディアンスに移籍した。 しかし、チームは最終合意に至らず、チッティはメッツに復帰した[3]。
- ブラッド・ガルデン（英語版）は、1980年にPTBNLとのトレードでニューヨーク・ヤンキースからシアトル・マリナーズに移籍し、その後、1981年5月にヤンキースに復帰した[4]。
- 1987年、ディッキー・ノールズ（英語版）は、PTBNLとのトレードでシカゴ・カブスからデトロイト・タイガースに移籍した。チッティと同様、チームは最終合意に至らず、カブスに復帰した。[5]
- 2005年7月22日、ジョン・マクドナルドはPTBNLとのトレードでトロント・ブルージェイズからデトロイト・タイガースに移籍した。2005年11月10日、ブルージェイズに金銭トレードで復帰した[6]。

### デーブ・ウィンフィールドと1994年のストライキ
野球殿堂入りしているデーブ・ウィンフィールドはキャリア晩年のトレードが、1994年のストライキによって複雑なものとなった。
当時ミネソタ・ツインズに所属していたが、1994年8月31日にPTBNLとのトレードでクリーブランド・インディアンスに移籍した。ウィンフィールドが16試合以上出場した場合AA級の選手、1試合以上15試合以下の場合はA級の選手と交換トレードとなる条件であった。
ところが、算定期間中、ストライキのためシーズンの残り試合がすべて中止となってしまい、1試合も出場することなくシーズンが終了する。このためインディアンスはツインズに100ドルを支払い、インディアンスのゼネラルマネージャーがツインズのゼネラルマネージャーにディナーを奢ることで決着したとされる（公式には、ウィンフィールドは金銭トレードでインディアンスに移籍したとなっている）。